# Kunstpreis der Stadt Bonn
Der Kunstpreis der Stadt Bonn ist ein seit 1985 von der Bundesstadt Bonn verliehener Kunstpreis, der an Künstler aus der Region vergeben wird. Zuletzt 2005 ausgerichtet, wurde er inzwischen neu konzipiert und erstmals 2009 in der geänderten Form ausgelobt.

## Geschichte und Dotierung
Der Preis ist Nachfolger des zwischen 1985 und 2005 vergebenen Kunstpreises der Stadt Bonn und nach der inzwischen erfolgten Neukonzeptionierung jetzt an ein drei- bzw. sechsmonatiges internationales Atelierstipendium gekoppelt. Der Preis ist mit 20.000 Euro Preisgeld dotiert. Hinzu kommen 10.000 Euro Reisestipendium und weitere 20.000 Euro für Ausstellung und Katalog im Kunstmuseum Bonn. Der Kunstpreis der Stadt Bonn zählt damit zu den höchstdotierten Kunstpreisen in Deutschland. Er wird seit 2019 im Rhythmus von zwei Jahren vergeben.
Zur Auswahl stehen 14 europäische Hauptstädte: Amsterdam, Budapest, Brüssel, Helsinki, London, Madrid, Mailand, Paris, Prag, Rom, Stockholm, Warschau oder Wien sowie auch Berlin. Die Kandidaten müssen über genügend Mobilität verfügen sowie bei ihrer Bewerbung eine Projektskizze einreichen. Der Preisträger kann sich dann zur Realisierung des Projektes drei bzw. sechs Monate in der ausgewählten Stadt aufhalten.
In einer jeweils nachfolgenden Ausstellung im Kunstmuseum Bonn sollen die Ergebnisse des Projektaufenthaltes gezeigt werden.

## Preisträger bis 2005
- 1985: Andreas Kuhlmann[2]
- 1986: Douglas Swan[3]
- 1986: Werner Haypeter[4]
- 1987: Heide Pawelzik[5]
- 1989: Petra Siegering
- 1990: Reinhard Puch
- 1993: Martin Noël
- 1994: Valentina Pavlova
- 1999: Michael Grönert[6]
- 2000: Babak Saed
- 2001: Detlef Beer
- 2002: Stephanie Kiwitt
- 2003: Christoph Dahlhausen[7]
- 2004: Jan Verbeek[8]
- 2005: Alexandra Kürtz

## Preisträger ab 2009
- 2009: Alexander Braun[9]
- 2011: Julia Schmid[10]
- 2013: Antonia Low[11]
- 2015: Anna Lea Hucht[12]
- 2017: Matthias Wollgast[13]
- 2019: Nico Joana Weber[14]
- 2021: Eva Berendes[15]
- 2023: Louisa Clement[16]